# Notmark Sogn
Notmark Sogn er et sogn i Sønderborg Provsti (Haderslev Stift).
Notmark Sogn hørte til Als Sønder Herred i Sønderborg Amt. Asserballe og Notmark sognekommuner blev i 1967 lagt sammen. Asserballe-Notmark blev ved kommunalreformen i 1970 indlemmet i Augustenborg Kommune, der ved strukturreformen i 2007 indgik i Sønderborg Kommune.
I Notmark Sogn ligger Vor Frue Kirke.
I sognet findes følgende autoriserede stednavne:
- Almsted (bebyggelse, ejerlav)
- Almstedskov (bebyggelse)
- Anholt (bebyggelse)
- Frederiksgård (bebyggelse)
- Fryndesholm (areal)
- Fynshav (bebyggelse)
- Gyden (bebyggelse)
- Helved (bebyggelse, ejerlav)
- Hundslev (bebyggelse, ejerlav)
- Katry (bebyggelse)
- Klinkbjerg (bebyggelse)
- Lillemølle (bebyggelse)
- Naldmose (bebyggelse)
- Notmark (bebyggelse, ejerlav)
- Notmarkskov (bebyggelse, ejerlav)
- Nørreskov (areal, ejerlav)
- Padholm (bebyggelse)
- Skærtoft (bebyggelse)
- Stenkobbel (bebyggelse)
- Søbo (bebyggelse)
- Taksensand (areal)

## Afstemningsresultat
Folkeafstemningen ved Genforeningen i 1920 gav i Notmark Sogn 702 stemmer for Danmark, 39 for Tyskland. Af vælgerne var 48 tilrejst fra Danmark, 31 fra Tyskland.